# Stúfur Þórðarson
Stúfur hin blindi Þórðarson (Thordharson, apodado el Ciego, n. 1025), fue un escaldo y vikingo de Islandia, afamado como hombre sabio. Era bisnieto de otro famoso escaldo, Glúmr Geirason. Hacia 1060 viajó a Noruega para reclamar una herencia y al año siguiente tuvo la oportunidad de posicionarse como poeta en la corte de Harald Hardrada durante una visita a Trondheim. Luego parece ser que regresó a Islandia, pero no se vuelve a saber nada más de él. Aparece como personaje de su propio relato corto, Stúfs þáttur hinn skemmri y en Morkinskinna, donde dispone de capítulo propio. Snorri Sturluson menciona alguno de sus poemas en la saga de Harald Hardrada. Skáldatal confirma que se encontraba entre los poetas de la corte del rey Harald.